# یواس‌اس راجرز (دی‌دی-۲۵۴)
یواس‌اس راجرز (دی‌دی-۲۵۴) (به انگلیسی: USS Rodgers (DD-254)) یک کشتی بود که طول آن ۹۵٫۸۳ متر (۳۱۴٫۴ فوت) بود. این کشتی در سال ۱۹۱۹ ساخته شد.